# Funcție algebrică de gradul al doilea

Graficul unei funcții de gradul doi

O funcție algebrică de gradul al doilea, în matematică, este o funcție polinomială de forma {\displaystyle f(x)=ax^{2}+bx+c\,\!}, unde {\displaystyle a\neq 0\,\!}. Graficul unei funcții de gradul doi este o parabolă a cărei axă de simetrie este paralelă cu axa Oy.
Expresia {\displaystyle ax^{2}+bx+c} din definiția unei funcții pătratice, este un polinom de grad 2 sau funcție polinomială de grad 2, pentru că cel mai mare exponent al variabilei {\displaystyle x} este 2.
Dacă se egalează funcția pătratică cu zero, atunci va rezulta o ecuație pătratică. Soluțiile acestei ecuații sunt numite rădăcini pătrate ale ecuației, sau puncte de nul (zerouri) ale funcției. Expresia rădăcinilor se obține prin evidențierea unui pătrat perfect în expresia polinomială de gradul al doilea.

## Originea cuvântului
Adjectivul pătratic vine de la latinescul quadratum care înseamnă pătrat. Termenii de forma x2 sunt numiți pătrate în algebră, pentru că reprezintă suprafața unui pătrat cu latura x.
În general, prefixul quadr(i)-, în română cvadr(i)-, se referă la numărul 4.

## Rădăcini
Cele două rădăcini ale polinomului de gradul al doilea {\displaystyle 0=ax^{2}+bx+c\,\!}, în care {\displaystyle a\neq 0\,\!} sunt:
{\displaystyle x={\frac {-b\pm {\sqrt {b^{2}-4ac}}}{2a}}.}
- Fie {\displaystyle \Delta =b^{2}-4ac\,}
- Dacă {\displaystyle \Delta >0\,\!}, atunci există două rădăcini distincte pentru că {\displaystyle {\sqrt {\Delta }}} este un număr real pozitiv.
- Dacă {\displaystyle \Delta =0\,\!}, atunci cele două rădăcini sunt egale, pentru că {\displaystyle {\sqrt {\Delta }}} este zero.
- Dacă {\displaystyle \Delta <0\,\!}, atunci cele două rădăcini sunt conjugate complexe, pentru că {\displaystyle {\sqrt {\Delta }}} este un număr imaginar.

Considerând {\displaystyle r_{1}={\frac {-b+{\sqrt {b^{2}-4ac}}}{2a}}} și {\displaystyle r_{2}={\frac {-b-{\sqrt {b^{2}-4ac}}}{2a}}} sau invers, se poate da factor comun {\displaystyle ax^{2}+bx+c\,\!} sub forma {\displaystyle a(x-r_{1})(x-r_{2})\,\!}.

## Forme de exprimare a funcțiilor de gradul al doilea
O funcție de gradul al doilea poate fi exprimată în trei forme principale:
- {\displaystyle f(x)=ax^{2}+bx+c\,\!} se numește formă dezvoltată,
- {\displaystyle f(x)=a(x-x_{1})(x-x_{2})\,\!} se numește forma factorizată, în care {\displaystyle x_{1}} și {\displaystyle x_{2}} sunt rădăcinile ecuației
- {\displaystyle f(x)=a(x-h)^{2}+k\,\!} este forma canonică, în care h și k reprezintă abscisa, respectiv ordonata punctului de extrem.

## Graficul

Indiferent de forma în care este exprimată ea, graficul unei funcții de gradul al doilea este o parabolă.
- Dacă {\displaystyle a>0\,\!}, parabola are deschiderea în sus.
- Dacă {\displaystyle a<0\,\!}, parabola are deschiderea în jos.

Coeficientul a controlează viteza de creștere (sau descreștere) a funcției de la vârf, un a pozitiv mai mare făcând ca funcția să crească mai rapid și ca graficul să pară mai strâns.
Coeficienții b și a împreună controlează axa de simetrie a parabolei (precum și abscisa vârfului) care este {\displaystyle x=-{\frac {b}{2a}}}.
Coeficientul b singur este înclinația parabolei la intersecția cu axa Oy.
Coeficientul c controlează înălțimea parabolei, adică locul în care ea intersectează axa Oy.

### Vârful
Vârful unei parabole este punctul în care ea atinge maximul sau minimul, fiind astfel punctul de extrem. Dacă funcția este scrisă în formă canonică, vârful este {\displaystyle (h,k)\,\!}. Forma generală 
{\displaystyle f(x)=ax^{2}+bx+c\,\!}
se poate transforma în
{\displaystyle f(x)=a\left(x+{\frac {b}{2a}}\right)^{2}-{\frac {b^{2}-4ac}{4a}},}
și deci vârful parabolei are coordonatele
{\displaystyle \left(-{\frac {b}{2a}},-{\frac {\Delta }{4a}}\right).}
Dacă ecuația este în forma factorizată
{\displaystyle f(x)=a(x-r_{1})(x-r_{2})\,\!}
media celor două rădăcini,
{\displaystyle {\frac {r_{1}+r_{2}}{2}}\,\!}
este abscisa vârfului, care are, deci, coordonatele
{\displaystyle \left({\frac {r_{1}+r_{2}}{2}},f({\frac {r_{1}+r_{2}}{2}})\right).\!}
Vârful este punct de maxim dacă {\displaystyle a<0\,\!} și punct de minim dacă {\displaystyle a>0\,\!}.
Dreapta verticală
{\displaystyle x=h=-{\frac {b}{2a}}}
care trece prin vârf este axa de simetrie a parabolei.
- Puncte de maxim și de minim

În analiza matematică, coordonatele vârfului, ca punct de extrem al funcției, se pot obține aflând rădăcina derivatei:
{\displaystyle f(x)=ax^{2}+bx+c\quad \Rightarrow \quad f'(x)=2ax+b\,\!,}
ceea ce dă
{\displaystyle x=-{\frac {b}{2a}}}
cu valoarea corespunzătoare
{\displaystyle f(x)=a\left(-{\frac {b}{2a}}\right)^{2}+b\left(-{\frac {b}{2a}}\right)+c=-{\frac {(b^{2}-4ac)}{4a}}=-{\frac {\Delta }{4a}}\,\!,}
și deci coordonatele vârfului pot fi exprimate:
{\displaystyle \left(-{\frac {b}{2a}},-{\frac {\Delta }{4a}}\right).}